# Frank-Peter Bischof
Frank-Peter Bischof, född den 20 augusti 1954 i Forst (Lausitz), Östtyskland, är en östtysk kanotist.
Han tog OS-brons i K-4 1000 meter i samband med de olympiska kanottävlingarna 1976 i Montréal.